# 志村健雄
志村 健雄（しむら たけお、1875年（明治8年）12月18日 - 1935年（昭和10年）2月8日）は、日本の漢学者。宮城県出身。
志村健雄は、志村時敏（文翠）の養子となった志村時福（ときよし）の子にあたる。志村時敏（文翠）は、志村弘強（蒙庵）の長男で、形式的には志村實因（五城）の孫にあたる志村利安の子である。
1935年（昭和10年）に満59歳で死去。

## 系譜
- 曾祖父 - 志村時恭（東嶼）- 儒学者
- 曾祖伯父 - 志村實因（五城）- 儒学者
- 曾祖叔父 - 志村弘強（蒙庵）- 儒学者
- 祖父 - 志村時敏（文翠） - 儒学者
- 養子 - 志村正義 - 建築家 （一級建築士）、勲五等瑞宝章受章者
- 孫 - 志村正道 - 東京工業大学名誉教授、東京都市大学名誉教授

## 著書
- 『三珠樹集』（国立国会図書館蔵書、公共図書館蔵書、1911年）
- 『遠藤曰人逸事』（宮城県図書館蔵書）
- 「万葉集『ゆゑに』の解」（『国学院雑誌』、1931年）